# Хуан Форлін
Хуан Форлін (ісп. Juan Forlín, нар. 1 жовтня 1988, Реконкіста) — аргентинський футболіст, захисник клубу «Керетаро».
Чемпіон Аргентини. 

## Ігрова кар'єра
Вихованець футбольної школи клубу «Бока Хуніорс».
У дорослому футболі дебютував 2007 року виступами за команду клубу «Реал Мадрид Кастілья». Провів у складі фарм-клуба мадридського «Реала» один сезон.
2008 року повернувся до Аргентини, уклавши контракт з клубом «Бока Хуніорс». Відіграв за команду з Буенос-Айреса один сезон. Більшість часу, проведеного у складі «Бока Хуніорс», був основним гравцем захисту команди.
З 2009 року знову грає в Іспанії, в команді клубу «Еспаньйол». Наразі встиг відіграти за барселонський клуб 65 матчів в національному чемпіонаті.

## Титули і досягнення
- Чемпіон Аргентини (1):

«Бока Хуніорс»:  2008 (Апертура)